# Ingrid Verbruggen
Ingrid Verbruggen (20 september 1964) is een voormalige Belgische atlete, die gespecialiseerd was in de sprint. Zij nam eenmaal deel aan de wereldkampioenschappen en veroverde outdoor op twee verschillende onderdelen negen Belgische titels.

## Biografie
Verbruggen behaalde in 1984 haar eerste Belgische titel op de 100 m. Het jaar daarop behaalde ze de beide sprinttitels. In 1987 veroverde ze opnieuw twee titels en kon ze zich plaatsen voor de wereldkampioenschappen in Rome. Enkel op de 100 m geraakte ze een ronde verder. Een jaar later wist ze zich niet te  plaatsen voor de Olympische Spelen, maar ze slaagde er, evenals een jaar later, wel in om weer de beide sprinttitels veroveren.
Verbruggen nam in 1987 en 1989 deel aan de Europese indoorkampioenschappen, waar ze telkens werd uitgeschakeld in de reeksen. In 1989 verbeterde ze zowel op de 60 als de 200 m het Belgische indoorrecord.
1990 was een iets minder jaar voor Verbruggen. Ze haalde de limiet voor deelname aan de Europese kampioenschappen niet en moest hopen op deliberatie. Als enige atlete werd ze niet gedelibereerd en ontgoocheld stopte ze onmiddellijk met atletiek.

### Clubs
Verbruggen was aangesloten bij Beerschot AC en AV Toekomst.

## Belgische kampioenschappen
Outdoor
| Onderdeel | Jaar                         |
| --------- | ---------------------------- |
| 100 m     | 1984, 1985, 1987, 1988, 1989 |
| 200 m     | 1985, 1987, 1988, 1989       |

Indoor
| Onderdeel | Jaar |
| --------- | ---- |
| 60 m      | 1989 |

## Persoonlijke records
Outdoor
| Onderdeel | Prestatie | Datum           | Plaats  |
| --------- | --------- | --------------- | ------- |
| 100 m     | 11,42 s   | 8 augustus 1987 | Hechtel |
| 200 m     | 23,17 s   | 2 augustus 1987 | Brussel |

Indoor
| Onderdeel | Prestatie       | Datum           | Plaats |
| --------- | --------------- | --------------- | ------ |
| 60 m      | 7,40 s (ex-NR)  | 29 januari 1989 | Liévin |
| 200 m     | 23,87 s (ex-NR) | 8 januari 1989  | Liévin |

## Palmares

### 60 m
- 1987: 5e reeks EK indoor in Liévin – 7,47 s
- 1989:  BK AC indoor – 7,40 s (NR)
- 1989: 4e reeks EK indoor in Den Haag – 7,45 s

### 100 m
- 1984:  BK AC – 11,67 s
- 1985:  BK AC – 11,4 s
- 1987:  BK AC – 11,53 s
- 1987: 7e ¼ fin. WK in Rome – 11,78 s
- 1988:  BK AC – 11,51 s
- 1989:  BK AC – 11,77 s

### 200 m
- 1985:  BK AC – 23,92 s
- 1987:  BK AC – 23,17 s
- 1987: 4e reeks WK in Rome – 23,77 s
- 1988:  BK AC – 23,24 s
- 1989: 5e reeks EK indoor in Den Haag – 24,37 s
- 1989:  BK AC – 23,67 s

## Onderscheidingen
- Ereburger van Hemiksem[1]